# Tutilo
Saint Tutilo ou Tuotilo ou Tutilon de Saint-Gall (vers 850-vers 915) est un moine et compositeur du Moyen Âge. Né en Irlande, il suit l'enseignement de Saint-Gall et y demeure moine. Il est un ami de Notker le Bègue avec lequel il étudie la musique auprès de Moengal de l'abbaye de Bangor.
Tutilo est une figure de la renaissance carolingienne finissante, en véritable humaniste : bon orateur, poète, compositeur d'hymnes, architecte, peintre, sculpteur, orfèvre.
Il est enterré à Saint-Gall, dans une chapelle dédiée à sainte Catherine, par la suite renommée en son honneur. La fête de Tutilo est célébrée le 28 mars.

## Musique
Tutilo jouait de plusieurs instruments, dont la harpe. La plupart de ses compositions ont été perdues.